# Dimetyltiambuten

Strukturformel för dimetyltiambuten.

Dimetyltiambuten, summaformel C14H17NS2, är ett smärtstillande preparat som tillhör gruppen opioider. Preparatet används inte som läkemedel i Sverige.
Substansen är narkotikaklassad och ingår i förteckningen N I i 1961 års allmänna narkotikakonvention, samt i förteckning II i Sverige.